# 提奥多·莱谢蒂茨基
提奥多·莱谢蒂茨基（波蘭語：Theodor Leschetizky；1830年6月22日—1915年11月14日），波兰钢琴家，作曲家，音乐教育家。早年被父親帶到维也纳跟徹爾尼学习鋼琴，11歲和由莫札特的兒子弗朗茲·克薩韋爾·沃夫岡·莫札特擔任指揮演奏鋼琴協奏曲，14岁就开始教钢琴。后曾经到圣彼得堡音乐学院工作。他是史上最著名的钢琴教师之一，同时也作有一些钢琴曲和两部歌剧。其著名的學生有帕德雷夫斯基、阿圖爾·施納貝爾。

## 外部連結
- 互联网档案馆中提奥多·莱谢蒂茨基的作品或与之相关的作品
- 提奥多·莱谢蒂茨基的免费乐谱，由国际乐谱典藏计划提供